# Canada Life Building
Das Canada Life Building ist ein denkmalgeschütztes Bürogebäude in Toronto, Ontario, Kanada. Das fünfzehnstöckige Gebäude fällt durch seine Beaux-Arts-Architektur auf. Das Gebäude wurde von Sproatt & Rolph erbaut und erreicht eine Höhe von 87 Metern, mit Wettersäule 97,8 Meter. Das Gebäude befindet sich an der University und Queen Street in der Innenstadt von Toronto.

## Geschichte
Nach der Fertigstellung 1931 diente das Gebäude als eines von vier Gebäuden als Hauptsitz des Versicherungsunternehmens Canada Life Assurance Company. Die Beaux Architektur war die erste einer ganzen Reihe geplanter Gebäude entlang der University Avenue. Aufgrund der Großen Depression wurden die Pläne verworfen. Als das Gebäude fertiggestellt wurde, war es das größte Gebäude in Toronto.

## Weather beacon
Das Gebäude ist vor allem durch seine Wettersäule bekannt, welche die Farbe den Wetterverhältnissen anpasst. Die Wetterinformationen werden viermal täglich vom Environment Canada’s Weather Centre am Toronto Pearson Int. Airport aktualisiert.
- Grün = klares Wetter
- Rot = bewölkt
- blinkendes Rot = regnerisch
- blinkendes Weiß = Schnee

Die weißen Lichter am Turmgerüst signalisieren die erwarteten Wetterverhältnisse:
- Lichter nach oben laufend = Wärmer
- Lichter nach unten laufend = Kälter
- permanent leuchtend = unveränderte Temperatur